# Ibanez Iceman

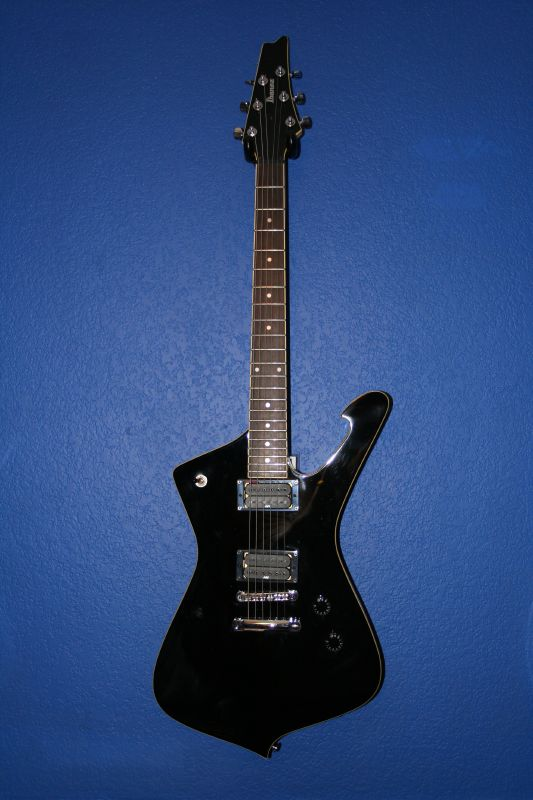
Una chitarra Ibanez Iceman

La Ibanez Iceman è una chitarra ideata da Hoshino Gakki. L'azienda voleva inventare una chitarra giapponese, con design accattivante e che si distaccasse dalle Fender e dalle Gibson
Inizialmente il nome scelto nel 1975, primo anno di produzione, era Ibanez Artist, e solo dal 1977 vennero chiamate Iceman.

## Storia

### I primi modelli
Come tutte le chitarre Ibanez di quel periodo il modello in questione aveva una sigla per nome, 2663
Ne crearono tre modelli, fondamentalmente uguali in quanto a corpo e tastiera ma ognuno con una particolarità nell'elettronica.
- 2663 con configurazione standard due humbucker, due volumi, due toni

- 2663TC con un unico pick up al ponte a tre bobine, da qui la sigla TC triple coil

- 2663SL con un unico pick up humbucker "slider"  in grado di scorrere nello spazio tra il manico e il ponte, da qui la sigla SL

### La nascita vera e propria del modello Iceman

#### La prima edizione
Nel 1977 nacquero le prime Iceman, quattro modelli con chiamate con la sigla del nome affiancata da un numero ad indicarne la serie.
tutte con elettronica uguale: due humbucker Super 80 o chiamati Flying Fingers, due toni e due volumi, si differenziano per legni e assemblaggio.
- IC100 Corpo in mogano con manico avvitato in acero, tastiera in palissandro a 22 tasti, ponte Gibraltar Quick change, disponibile bianca(WH) o nera (BK).
- IC200 Corpo in mogano con manico incollato in acero, tastiera in palissandro a 22 tasti, ponte Gibraltar Quick change, disponibile brown sunburst (BS)
- IC300 Corpo in frassino con manico incollato in acero, tastiera in palissandro a 22 tasti, ponte Gibraltar Quick change con blocco sustain, disponibile korina (KR).
- IC400 Corpo in mogano con top in acero, manico incollato in acero, tastiera in palissandro a 22 tasti, ponte Gibraltar Quick change, disponibile in antique violin (AV) e midnight olive (MO) con hardware colore oro.  Ibanez creò anche un modello specifico per Paul Stanley, la PS10 che il chitarrista uso' fino al 1980
- PS10 Corpo in mogano con top in acero, manico incollato in acero a 22 tasti, Ibanez V-2 pick ups disponibile nera con binding deluxe.

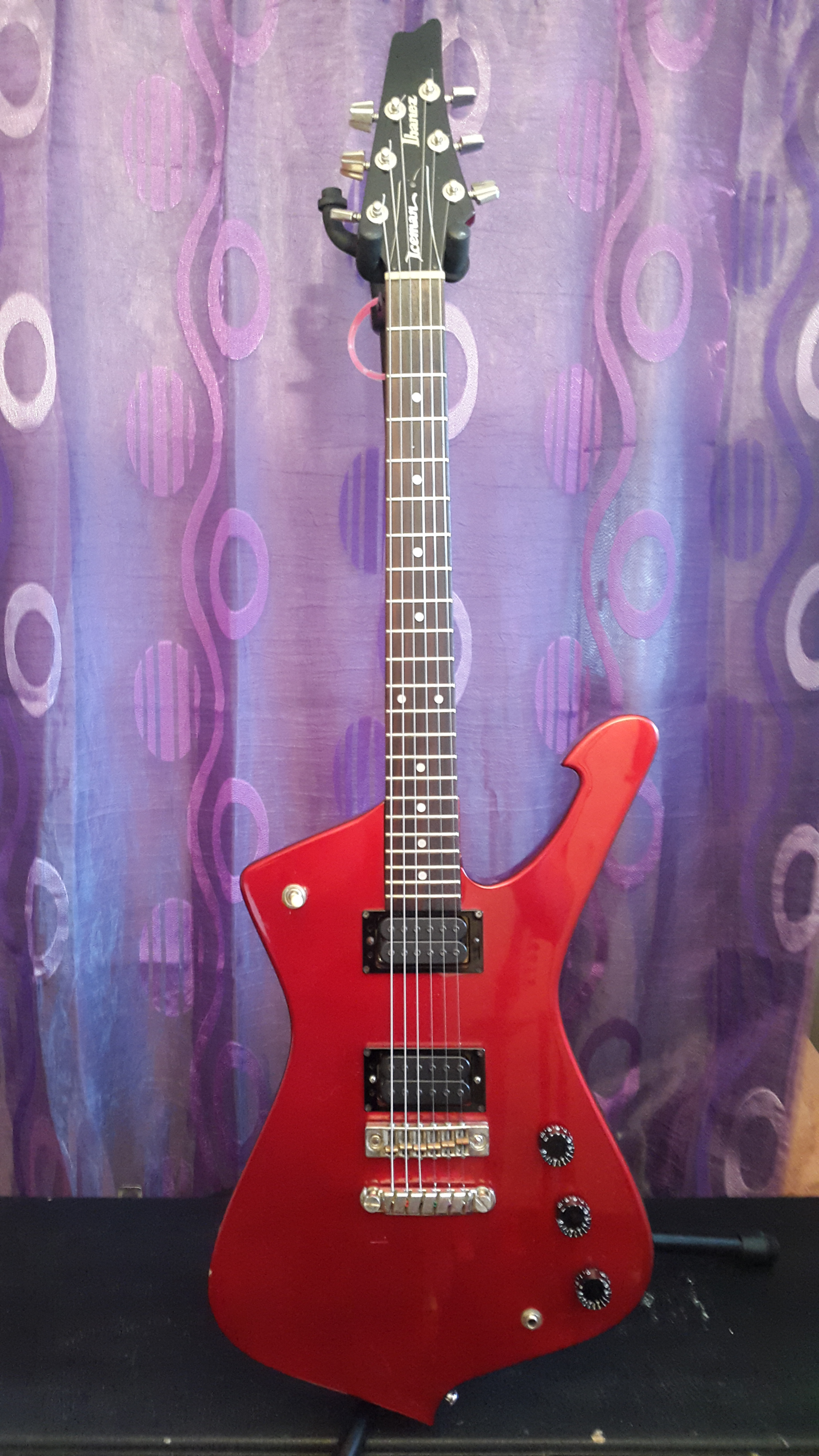
Una IC50 nella rara colorazione Ferrari Red

#### La seconda produzione
Nel 1980 Le ICXXX andarono fuori produzione e Ibanez introdusse un unico modello la IC50
Con corpo in mogano e manico in betulla avvitato, tastiera in palissandro e pick ups super 70 è il modello più economico, disponibile nero (BK) regal blue (RB) e Ferrari red (FR)

#### Ibanez Iceman II
Nel 1982, ultimo anno di produzione Ibanez mise in commercio due modelli:
- IC50II Corpo in betulla e tiglio, manico in tre pezzi di acero avvitato, tastiera in palissandro a 22 tasti, pick up Super 70 e V-2 disponibile in una colorazione solo regal blue

- IC400CS Corpo in tiglio con top in acero fiammato, manico in tre pezzi di acero incollato, tastiera in palissandro a 22 tasti, pick ups Super 58 e V-2 disponibile in un solo colore (Cherry sunburst CS) con hardware dorato.

Entrambi i modelli hanno meccaniche in linea e non 3 per lato come tutti i modelli precedenti.

### La riedizione del 1994/1995
Dopo più di un decennio Ibanez mette in commercio una riedizione della Iceman
- IC300 Corpo in tiglio, manico in acero avvitato con tastiera in palissandro a 22 tasti, humbuckers V6F e torna la paletta vecchio stile con 3 meccaniche per lato, hardware cromato e disponibile anche in una versione con ponte mobile Edge Ibanez (IC350)
- PS10II Corpo in mogano, manico in tre pezzi di acero incollato, tastiera in palissandro a 22 tasti, humbuckers AH1 e AH2, nera con triplo bending
- PS10LTD dove LTD sta per limited, versione praticamente deluxe della PS10II, con tastiera in ebano meccaniche dorate e ponte Gibraltar.Sharlee D'Angelo mentre suona un basso Ibanez Iceman

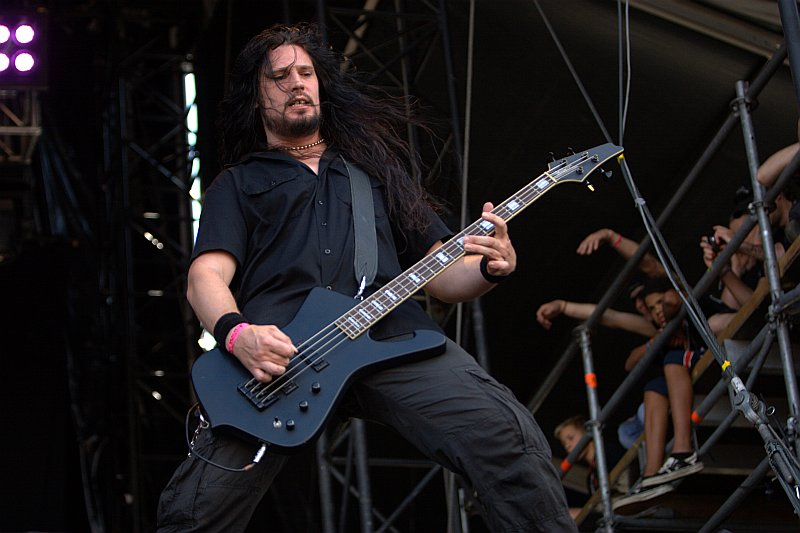
Sharlee D'Angelo mentre suona un basso Ibanez Iceman

Inizia con questa riedizione la produzione made in Japan e, più economica quella made in Korea.
Questa chitarra diventa un classico, essendo utilizzata da famosi chitarristi come Paul Stanley (Kiss) con la sua iconica Cracked Mirror, Daron Malakian (System of a Down e Daron Malakian and Scars on Broadway), Paul Gilbert (Racer X e Mr. Big) o recentemente è stata scelta da dei gruppi metal.